# Thindiomyces
Thindiomyces — рід грибів родини Helotiaceae. Назва вперше опублікована 1983 року.

## Класифікація
До роду Thindiomyces відносять 1 вид:
- Thindiomyces epiphyllus